# Isacco Arcangeli
Isacco Arcangeli (Sarnico, 9 settembre 1838 – Grumello del Monte, 13 dicembre 1917) è stato un militare e farmacista italiano, componente de I Mille.

## Biografia
Isacco Arcangeli come componente della Spedizione dei Mille, ne partecipò all'intera campagna fino alla battaglia del Volturno; farmacista di professione, era animato da idee mazziniane.
Nel 1852 era studente di 2° grammatica al Ginnasio-Liceo. Partito da Pavia, dove frequentava l'Università, nel 1860 come ventiduenne, con i fratelli Cairoli e altri sei compagni bergamaschi, pure studenti a Pavia (Isaia Luigi Agazzi, Giuseppe Bresciani, Ferdinando Cadei, Giuseppe Ghislotti, Agostino Pasquinelli e Carlo Scotti), giunse a Quarto il 5 maggio 1860 e a Talamone fu assegnato alla 7ª compagnia dei Mille, comandata da Benedetto Cairoli. Seppe distinguersi in battaglia, tanto che subito dopo la resa di Palermo, fu nominato tenente.
Nello stesso 1860, in dicembre, si addottorò in chimica-farmaceutica a Napoli. Tornò quindi a Palermo dove, il 28 aprile del 1862, sposò Margherita Monti dei marchesi Porzio La Manna di Palermo. Abitava non lontano dal Monastero dell'Assunta, in via Maqueda. Nel 1864 ritornò a Sarnico, trasferendosi poi a Grumello del Monte nel 1881, dove aprì una farmacia propria. Ebbe dodici figli - sette maschi e cinque femmine - dalla prima moglie; il 31 marzo 1892 passò a seconde nozze con Carola Balzelli, dalla quale ne ebbe altri quattro: un maschio e tre femmine. 
Ricevette le medaglie commemorative, la pensione dei Mille (legge 22 gennaio 1865) e altre onorificenze. La sua spada si trova nel Museo di Lovere, mentre tutte le medaglie e i documenti delle cittadinanze onorarie si trovano al Museo delle Storie di Bergamo; a Grumello è intitolata al suo nome un'aula delle scuole elementari.